# Liste der malischen Fußballmeister
Nachfolgend sind alle Fußballmeister von Mali aufgelistet. Die Meisterschaften werden meistens im Kalenderjahr-Modus ausgetragen.

## Bisherige Meister
| Saison | Verein                   |
| ------ | ------------------------ |
| 1966   | Djoliba AC Bamako (1)    |
| 1967   | Djoliba AC Bamako (2)    |
| 1968   | Djoliba AC Bamako (3)    |
| 1969   | AS Réal Bamako (1)       |
| 1970   | Stade Malien Bamako (1)  |
| 1971   | Djoliba AC Bamako (4)    |
| 1972   | Stade Malien Bamako (2)  |
| 1973   | Djoliba AC Bamako (5)    |
| 1974   | Djoliba AC Bamako (6)    |
| 1975   | Djoliba AC Bamako (7)    |
| 1976   | Djoliba AC Bamako (8)    |
| 1977   | nicht ausgetragen        |
| 1978   | nicht ausgetragen        |
| 1979   | Djoliba AC Bamako (9)    |
| 1980   | AS Réal Bamako (2)       |
| 1981   | AS Réal Bamako (3)       |
| 1982   | Djoliba AC Bamako (10)   |
| 1983   | AS Réal Bamako (4)       |
| 1984   | Stade Malien Bamako (3)  |
| 1985   | Djoliba AC Bamako (11)   |
| 1986   | AS Réal Bamako (5)       |
| 1987   | Stade Malien Bamako (4)  |
| 1988   | Djoliba AC Bamako (12)   |
| 1989   | Stade Malien Bamako (5)  |
| 1990   | Djoliba AC Bamako (13)   |
| 1991   | AS Réal Bamako (6)       |
| 1992   | Djoliba AC Bamako (14)   |
| 1993   | Stade Malien Bamako (6)  |
| 1994   | Stade Malien Bamako (7)  |
| 1995   | Stade Malien Bamako (8)  |
| 1996   | Djoliba AC Bamako (15)   |
| 1997   | Djoliba AC Bamako (16)   |
| 1998   | Djoliba AC Bamako (17)   |
| 1999   | Djoliba AC Bamako (18)   |
| 2000   | Stade Malien Bamako (9)  |
| 2001   | Stade Malien Bamako (10) |
| 2002   | Stade Malien Bamako (11) |
| 2003   | Stade Malien Bamako (12) |
| 2004   | Djoliba AC Bamako (19)   |
| 2005   | Stade Malien Bamako (13) |
| 2006   | Stade Malien Bamako (14) |
| 2007   | Stade Malien Bamako (15) |
| 2008   | Djoliba AC Bamako (20)   |
| 2009   | Djoliba AC Bamako (21)   |
| 2010   | Stade Malien Bamako (16) |
| 2011   | Stade Malien Bamako (17) |
| 2012   | Djoliba AC Bamako (22)   |
| 2013   | Stade Malien Bamako (18) |
| 2014   | Stade Malien Bamako (19) |
| 2015   | Stade Malien Bamako (20) |
| 2016   | Stade Malien Bamako (21) |
| 2017   | nicht beendet            |
| 2018   | nicht ausgetragen        |
| 2019   | nicht ausgetragen        |
| 2020   | Stade Malien Bamako (22) |
| 2021   | Stade Malien Bamako (23) |
| 2022   | Djoliba AC Bamako (23)   |
| 2023   | AS Réal Bamako (7)       |

## Statistik

### Alle Titelträger
| Anzahl der Titel | Verein              | Zuletzt |
| ---------------- | ------------------- | ------- |
| 23               | Djoliba AC Bamako   | 2022    |
| 23               | Stade Malien Bamako | 2021    |
| 7                | AS Réal Bamako      | 2023    |